# Негро-Гілл
Негро-Гілл (англ. Negro Hill) — високий скелястий пагорб, з подвійною вершиною та невеликим озером між ними, що піднімається до 143 м біля Південних пляжів на півострові Байерс, острові Лівінгстон на Південних Шетландських островах, Антарктида. На півдні від Негро-Гілл розташоване озеро Фонтус. Район розвідали мисливці за тюленями у 19 століття.

## Назва

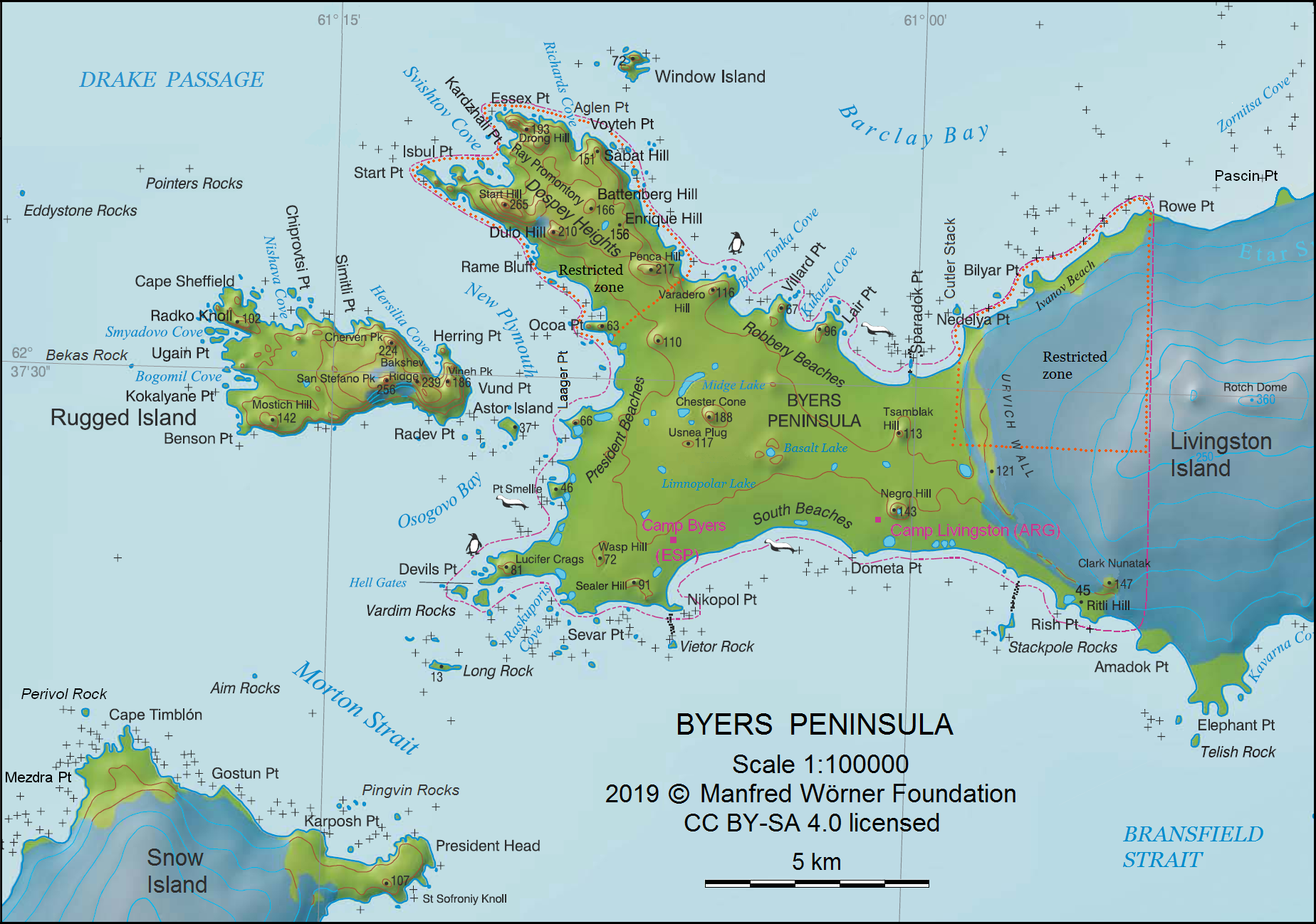
Топографічна карта особливо охоронюваного району Антарктики ASPA півострів 126 Байєрс

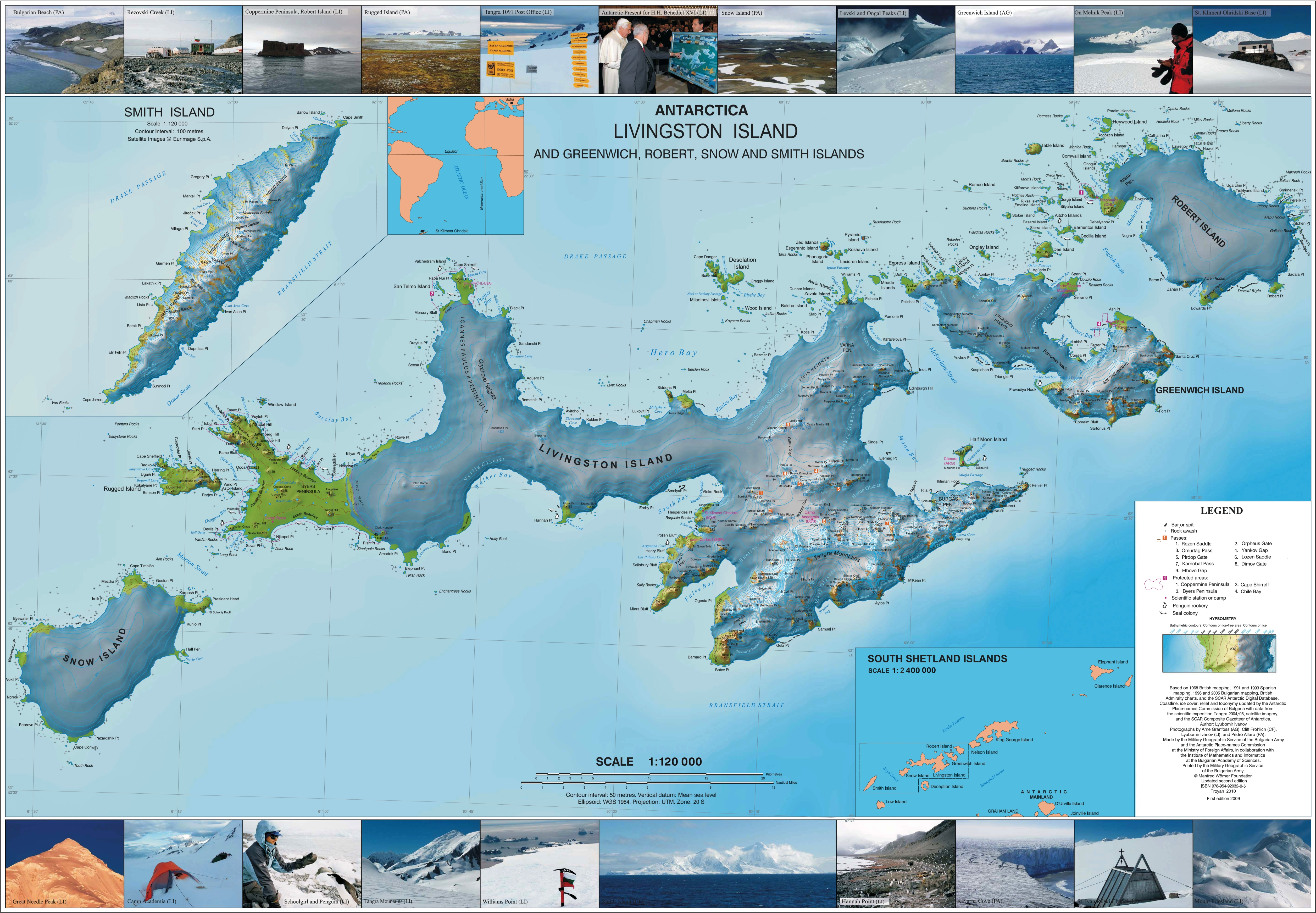
Топографічна карта островів Лівінгстон, Гринвіч, Роберт, Сноу та Сміт

Пагорб був названий Морро-Негро (ісп. «Morro Negro», «Чорна Гірка») Аргентинською антарктичною експедицією приблизно у 1958 році. Комітет антарктичних топонімів Великої Британії переклав назву англійською мовою Негро-Гілл у 1978 році.

## Розташування
Негро-Гілл знаходиться за координатами 62°39′16.2″ пд. ш. 61°00′06″ зх. д. / 62.654500° пд. ш. 61.00167° зх. д., що 1,1 км на північний схід від точки Домета, 4.99 км на схід-північний схід від мису Нікопол, 4.71 км на схід-південний схід від Честер-Кона, 1,95 км на південь від пагорба Цамблак-Гілл та 4.04 км на захід-північний захід від мису Ріш-Пойнт (британське картографування у 1968 р., детальне іспанське картографування у 1992 р. та болгарське картографування у 2005 та 2009 рр.).

## Мапи
- Півострів Баєрс, Ісла Лівінгстон. Карта топографіки ескала 1: 25000. Мадрид: Servicio Geográfico del Ejército, 1992.
- Л. Л. Іванов та ін. Антарктида: острів Лівінгстон та острів Гринвіч, Південні Шетландські острови . Масштаб 1: 100000 топографічної карти. Софія: Антарктична комісія з географічних назв Болгарії, 2005.
- Л. Л. Іванов. Антарктида: острови Лівінгстон та Гринвіч, Роберт, Сноу та Сміт [Архівовано 24 квітня 2008 у Wayback Machine.] . Масштаб 1: 120000 топографічної карти. Троян: Фонд Манфреда Вернера, 2009.ISBN 978-954-92032-6-4